# André Schubert
André Schubert (ur. 24 lipca 1971 w Kassel) – niemiecki trener piłkarski, a wcześniej także piłkarz.

## Kariera piłkarska
W trakcie kariery Schubert reprezentował barwy zespołów TSV Rothwesten, FSC Lohfelden, TSV Wolfsanger, OSC Vellmar oraz KSV Baunatal.

## Kariera trenerska
Schubert karierę rozpoczął w 2006 roku w SC Paderborn 07, gdzie prowadził rezerwy, a od 2009 roku pierwszą drużynę, grającą w 3. Lidze. W 2009 roku awansował z Paderbornem do 2. Bundesligi. Tam spędził tam dwa lata, a potem został szkoleniowcem innego drugoligowca, FC St. Pauli. Trenował go do września 2013. Następnie prowadził kadrę Niemiec U-15, a przed sezonem 2015/2016 został trenerem rezerw Borussii Mönchengladbach. We wrześniu 2015 objął stanowisko szkoleniowca pierwszej drużyny Borussii. W Bundeslidze zadebiutował 23 września 2015 w wygranym 4:2 meczu z FC Augsburg.